# San Martino della Battaglia
San Martino della Battaglia ist eine Fraktion der Gemeinde (comune) Desenzano del Garda in der Provinz Brescia (Region Lombardei) mit 1701 Einwohnern. Bis 1926 gehörte der Ort zur Gemeinde Rivoltella del Garda.
Der Ort bekam seinen heutigen Namen nach der historischen Schlacht von San Martino (24. Juni 1859) im Sardinischen Krieg, in der die Kräfte des Königreichs Sardinien, angeführt von Vittorio Emanuele II., verbündet mit dem Franzosen Napoleons III., die Österreicher, angeführt von Kaiser Franz Joseph, besiegten.

## Sehenswürdigkeiten
- Torre monumentale di San Martino della Battaglia
- Chiesa Ossario
- Museum des Risorgimento von Solferino und San Martino
- Ossario di San Martino, Gedenkstätte für die Gefallenen der Schlacht

## Weinbau
In San Martino Della Battaglia werden die gleichnamigen Weiß- und Likörweine mit geschützter Herkunftsbezeichnung (DOC) produziert. Der Wein muss zu mindestens 80 % aus der Rebsorte Friulano bestehen. Höchstens 20 % andere weiße Rebsorten, die für den Anbau in der Region Lombardei zugelassen sind, dürfen zugesetzt werden. Die Appellation, die seit 1970 besteht, erstreckt sich über San Martino della Battaglia sowie die Gemeinden Sirmione, Desenzano, Lonato und Pozzolengo in der Provinz Brescia und Peschiera del Garda in der Provinz Verona.

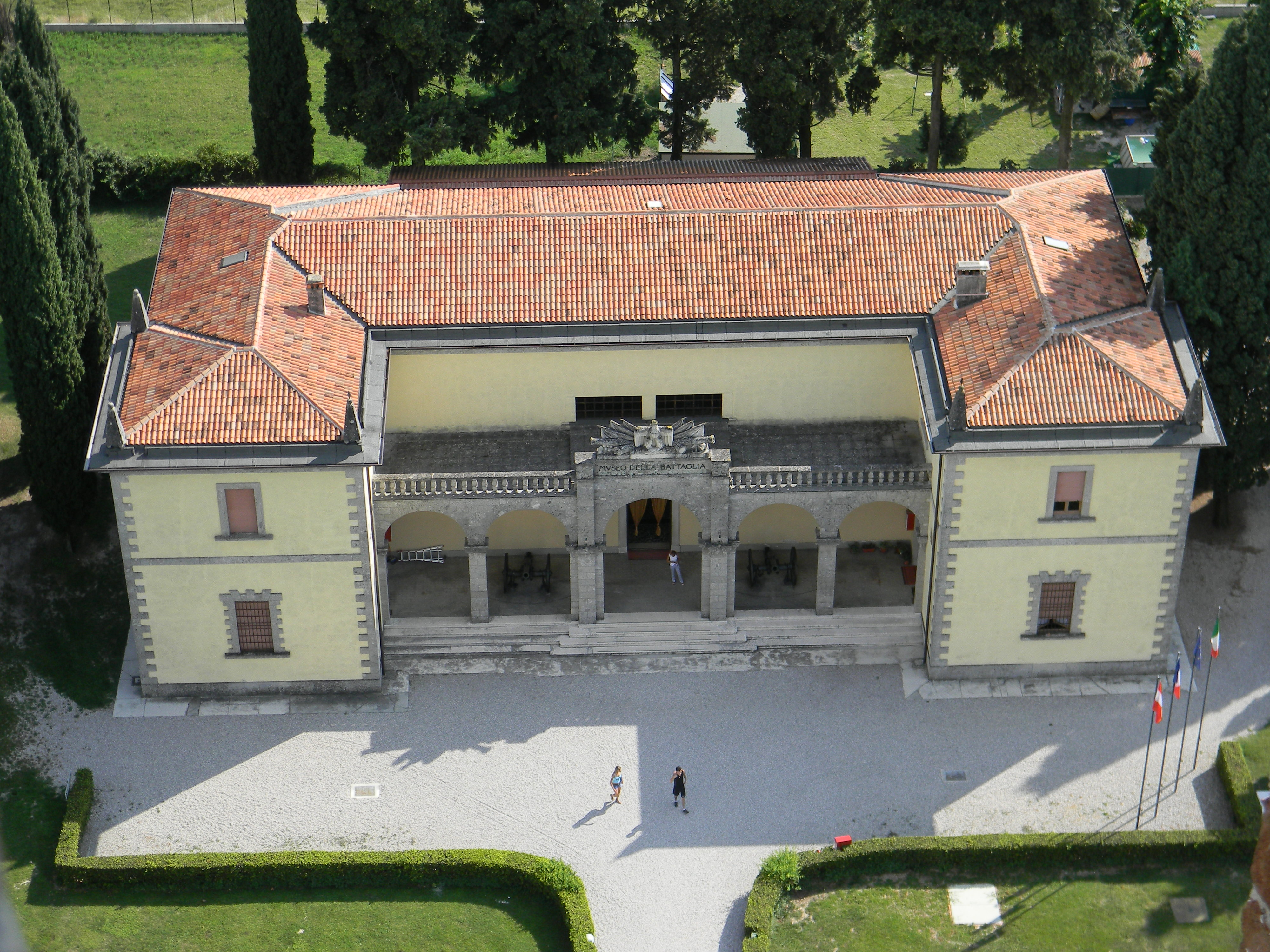
Museum der Schlacht von San Martino